# Partit de la Lliga Nacional
El Partit de la Lliga Nacional (National League Party, NLP) fou un partit polític de l'Estat Lliure d'Irlanda, fundat el 1926 per William Redmond i Thomas O'Donnell per tal de donar suport el Tractat Angloirlandès, i defensava el manteniment d'estretes relacions amb el Regne Unit i continuar com a membre de la Commonwealth. Va atraure tant als unionistes irlandesos com als antics membres del Partit Parlamentari Irlandès.
A les eleccions al Dáil Éireann de juny de 1927 va obtenir 8 escons i va donar suport a una moció de censura presentada pel Fianna Fáil al govern del Cumann na nGaedhael i intentaren formar un govern alternatiu amb el líder laborista Thomas Johnson. Tanmateix, dos membes de la Lliga s'oposaren a aquesta tàctica. Vincent Rice va marxar al Cumann na nGaedhael i John Jinks es va abstenir en la votació. Tot i que la moció va fracassar, provocà la convocatòria d'Eleccions al Dáil Éireann de setembre de 1927, a les que només va obtenir dos diputats. El 1928 el partit va fer fallida i el 1931 es va dissoldre.

## Resultats electorals

### Eleccions legislatives
| Any       | Líder           | Vots   | %    | Pos. | Escons  | ±   | Govern   |
| --------- | --------------- | ------ | ---- | ---- | ------- | --- | -------- |
| 1927 (I)  | William Redmond | 83,598 | 7.3% | 5è   | 8 / 153 | Nou | Oposició |
| 1927 (II) | William Redmond | 18,990 | 1.6% | =5è  | 2 / 153 | 6   | Oposició |